# Gauthier de Bourgogne
Gauthier de Bourgogne est un prélat français du milieu du XIIe siècle, issu de la famille des ducs de Bourgogne, qui fut archevêque de Besançon de 1162 à 1163 puis évêque de Langres de 1163 à 1179.

## Biographie
Il est le fils d'Hugues II, duc de Bourgogne, et de son épouse Mathilde de Turenne, dont le troisième à être élevé à l'épiscopat.
Il est d'abord chanoine puis archidiacre de Langres puis doyen de Besançon, avant d'y être élu archevêque en 1162. Il ne reste à ce poste que peu de temps, victime des persécutions de l'empereur du Saint-Empire germanique Frédéric Barberousse contre le pape que soutenait Gauthier. 
En 1163, il est élu par le chapitre et sacré évêque de Langres,.
L’abbé Charles Roussel a écrit sur lui : « Marchant sur les traces de son prédécesseur, l’évêque Gauthier, favorise les maisons religieuses ; il donne plusieurs églises aux abbayes de Bèzeet de Saint-Étienne de Dijon ; il approuve la fondation de Beaulieu dans le doyenné de Pierrefaite et la donation de Voulaine aux chevaliers du Temple, ainsi que la fondation de la Sainte-Chapelle de Dijon. Il donne des chartes pour le monastère de Belfays et pour l’hôpital de Saint-Nicolas de Bar-sur-Aube. »
Cinquante neuvième des évêques de Langres, Il est le premier des  à porter les titres de duc et pair.
En 1170, il obtient du pape Alexandre III une bulle accordant au chapitre de Langres le droit d'élire son évêque, à l'exclusion de la noblesse et du peuple, ce qui sera par la suite confirmé par le roi,.
En 1178, il obtient de son neveu, le duc de Bourgogne Hugues III, le comté de Langres qu'il place sous la protection du roi de France Louis VII le Jeune.
En 1177, il fonde la Chartreuse de Lugny.
En 1179, il assiste comme pair au sacre de Philippe-Auguste à la cathédrale de Reims.
En 1179, il quitte sa charge épiscopale et se retire dans la chartreuse de Lugny, qu'il a aidé à fonder quelques années auparavant, où il meurt le 6 janvier de la même année revêtu de l'habit de Saint Bruno,.